# 烏泰亞口魚
烏泰亞口魚（學名：Catostomus utawana）為輻鰭魚綱鯉形目亞口魚科的其中一種，為溫帶淡水魚，分布於北美洲美國紐約州阿迪朗達克山脈的聖勞倫斯河和哈德遜河流域，體長可達10公分，棲息在山區的溪流，繁殖期在6至8月，生活習性不明。 